# The Simpsons (sæson 11)
Den ellevte sæson af tv-serien The Simpsons blev første gang sendt i 1999 og 2000.

## Afsnit

### Beyond Blunderdome
Tekst mangler, hjælp os med at skrive teksten